# Athanásios Psalídas
 (octobre 2016).
Athanásios Psalídas (grec moderne : Αθανάσιος Ψαλίδας ; 1767-1829), était un auteur et érudit grec et l'une des plus grandes figures de la Renaissance culturelle grecque.

## Biographie

### Jeunesse et séjours à l'étranger
Psalídas est né en 1767 à Ioannina, où il a suivi l'éducation primaire. Il a poursuivi ses études dans l'Empire russe (aujourd'hui en Ukraine, région de Poltava) au séminaire slave de Poltava (ru) (1785-1787) et en Autriche (1787-1795). En 1791, il a publié son premier ouvrage, Véritable béatitude (Αληθής Ευδαιμονία), écrit en grec et en latin. Avec ce travail, il a rétabli des positions théoriques fondamentales  sur l'existence de Dieu, l'immortalité, la vie après la mort, la liberté de l'homme, et le concept des limites de la liberté.
Au cours de ses études, Psalídas travaillé pour plusieurs maisons grecques d'édition et d'impression installées à Vienne, notamment le journal Ephimeris (grec moderne : Εφημερίς, "newspaper" in Greek), publié à Vienne depuis 1791. Au cours de la même période, il a publié plusieurs livres. En 1792, avec le Chypriote Ioannis Karatzas, il a publié Les résultats de l'amour (Έρωτος αποτελέσματα), composé de trois histoires romantiques. Ce travail a ensuite été réédité cinq fois entre 1792 et 1836. En 1793, il a été interrogé par la police Autrichienne comme suspect de libéralisme et de soutien à la Révolution française. Psalídas a nié les accusations, mais son séjour à Vienne devenait risqué et il a décidé de rentrer en Grèce ottomane en 1796.

### Maître d'école à Ioannina
Il est retourné dans sa ville natale, Ioannina, alors une ville prospère comptant une large communauté marchande d'expatriés et un centre culturel majeur du monde grec ottoman. Là, il est devenu le directeur de l'école la plus renommée de la ville, l'École Maroutsaia (à l'époque renommé Kaplaneios), fondée par le legs de deux marchands locaux, les frères Lambros et Simon Maroutsis. Psalídas est resté à ce poste pendant 25 ans. Pendant ce temps, il a amélioré le programme scolaire en introduisant des leçons d'histoire, de géographie, de sciences naturelles, d'économie et de langues étrangères. Psalídas a aussi introduit de l'équipement pédagogique et des instruments spéciaux pour enseigner l'astronomie et effectuer un certain nombre d'expériences chimiques et physiques. Ses leçons n'étaient pas seulement suivies par ses élèves, mais aussi par des habitants qui admiraient son travail. Il a également équipé la bibliothèque de l'école, qui a également été ouverte au public et a recruté du personnel enseignant qualifié. En outre, il a offert des bourses d'études pour les meilleurs de ses élèves.
Psalídas a aussi eu à traiter avec des milieux conservateurs, qui se méfiait et amèrement critiqué ses innovations et la promotion de la "athée" les idées de Voltaire et de nombreux idéaux de la Révolution française. Dans la réfutation de leurs allégations, il a publié le travail se Déplace vers le progrès (Καλοκινήματα). Psalídas était devenue l'une des plus éminentes personnalités de la ville de Ioannina. Il a participé dans les tribunaux locaux, les conseils et a également été conseiller d'Ali Pacha, qui lui avait aussi envoyé plusieurs fois en Europe de l'Ouest dans les missions diplomatiques.

### Dernières années

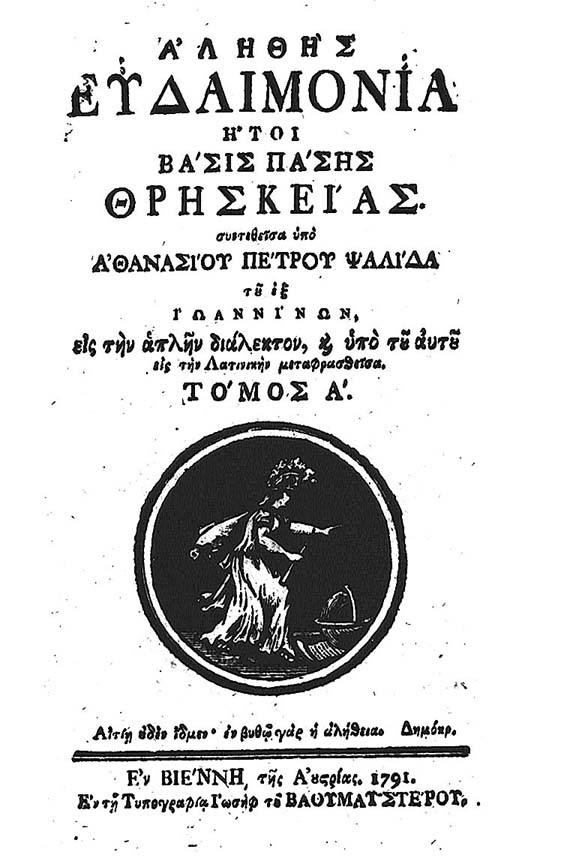
Couverture de Αληθής Ευδαιμονία (Véritable béatitude), Vienne, 1791.

Psalídas a trouvé refuge dans les environs de Zago lorsque le conflit entre Ali Pacha et l'Empire Ottoman a éclaté (1820-1822). Par la suite, il a vécu à Corfou, où il est devenu docteur de l'Académie Ionienne, mais il a été privé de la possibilité d'enseigner à cause de ses idées progressistes. Plus tard, il est nommé directeur de l'école de Lefkada, où il est mort en 1829.

## Positions sur la question de la langue grecque
Dans sa jeunesse, Psalídas a adopté une langue grecque archaïque, mais quand il est devenu "le plus éminent professeur à Ioannina" il utilisait le grec Démotique. Il était également en désaccord avec la position de Adamantios Korais, sur la katharevousa (la langue "purifiée", un mélange entre archaïsme et populaire). Il est considéré comme l'un des auteurs possibles des textes anonymes Nomarchie hellénique : Un Discours sur la Liberté (Ελληνική Νομαρχία) et Rossaglogallos (Ρωσαγγλογάλλος).

## Sources
- The necessary nation. Gregory Jusdanis. Princeton University Press, 2001.  (ISBN 978-0-691-08902-7).
- Journal of the history of ideas du Projet Muse, JSTOR (Organisation). Journal of the history of ideas, Inc., 1960.
- The revival of Greek thought, 1620-1830. George Patrick Henderson. State University of New York Press, 1970.  (ISBN 978-0-87395-069-5).
- Greeks in Russian military service in the late eighteenth and early nineteenth centuries. Nicolas Charles Pappas. Institute for Balkan Studies, 1991.